# Favolaschia violascens
Favolaschia violascens är en svampart som beskrevs av Singer 1974. Favolaschia violascens ingår i släktet Favolaschia och familjen Mycenaceae.   Inga underarter finns listade i Catalogue of Life.